# Bruto di Troia

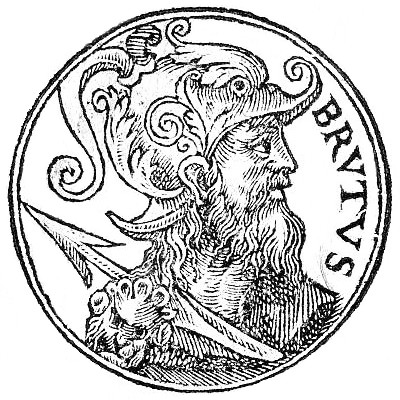
Ritratto di Bruto I di Troia nel Promptuarii Iconum Insigniorum di Guillaume Rouillé

Bruto di Troia o Bruto I dei britanni (in gallese: Bryttys), discendente dell'eroe troiano Enea, è conosciuto nelle leggende medievali come il fondatore e primo sovrano della Britannia, su cui avrebbe regnato per ventitré anni attorno al 1100 a.C. Questa leggenda compare per la prima volta nell'Historia Brittonum, compilazione del IX secolo attribuita a Nennio, anche se è meglio conosciuta dal racconto che ne fece nel XII secolo Geoffredo di Monmouth nella sua semi-leggendaria Historia Regum Britanniae. Tuttavia, niente autorizza a ritenere che questo racconto sia storicamente credibile.

## Historia Brittonum
L'Historia Brittonum afferma che "L'isola di Britannia prende il suo nome da Bruto, un console romano", che conquistò sia la Spagna sia la Britannia. Seguendo fonti come Livio e Virgilio, l'Historia Brittonum narra come Enea si sia stabilito in Italia dopo la guerra di Troia e di come suo figlio Ascanio abbia fondato Alba Longa. Ascanio si sposò e la moglie rimase incinta. Un mago predisse che sarebbe nato un maschio, che sarebbe stato il più coraggioso e il più amato in Italia. Infuriato, Ascanio condannò a morte l'indovino. Sua moglie morì di parto, mentre in seguito il loro figlio, appunto Bruto, uccise per sbaglio il padre con una freccia e fu bandito dall'Italia. Dopo aver vagato per le isole del Tirreno e le Gallie, dove fondò Tours, infine giunse e si stabilì in Britannia. Avrebbe regnato quando il sommo sacerdote Eli era giudice nel regno d'Israele e l'arca dell'Alleanza fu presa dai filistei. Andò a stabilirsi nella Bretagna, ove regnò paciﬁcamente e dove dopo di lui ebbe dominio la sua posterità, sino a quando vi giunse Giulio Cesare alla testa delle legioni romane.
Una diversa versione dell'Historia Brittonum afferma che Bruto era figlio del figlio di Ascanio, cioè Silvio (o del fratellastro di Ascanio, anch'esso chiamato Silvio), e fa risalire la sua genealogia fino a Cam, figlio di Noè. Un altro capitolo traccia però una diversa genealogia di Bruto, che diventa qui il pronipote del re romano Numa Pompilio, figlio di Ascanio, facendo risalire la sua discendenza fino a Jafet, figlio di Noè. Questo stesso Bruto è detto figlio di Isicione, figlio di Alano, il primo europeo. I suoi fratelli erano Franco, Alamano e Romano, antenati di alcuni importanti popoli europei. Queste tradizioni cristianizzate contrastano in parte con quella classica, che connette la dinastia di Priamo con gli dèi greci, facendo del capostipite troiano Dardano un figlio di Zeus.

## Historia regum Britanniae
Goffredo di Monmouth riporta più o meno la stessa storia, ma con molti più dettagli. L'indovino che predisse grandi cose per Bruto vaticinò però anche che egli avrebbe ucciso entrambi i genitori. Così accadde ed egli fu bandito dall'Italia. Dopo aver vagato per le isole del Tirreno e la Grecia - dove liberò un gruppo di troiani, schiavi del re Pandreso - divenne il loro capo e, dopo una serie di battaglie, il re gli diede in moglie sua ﬁglia Ignoge e lo fornì di una flotta. Giunto in una isola dove Artemide aveva un tempio, Bruto vi offrì dei sacriﬁci alla dea, pregandola di dirigere la sua erranza. Artemide gli apparve in sogno imponendogli di cercare un regno all'occidente delle Gallie, un'isola abitata in passato da giganti ma che in quel momento era deserta.
Bruto, animato da questo oracolo, si riprese il mare e, dopo alcune peripezie in Africa e un incontro con le sirene,  trovò un altro gruppo di troiani guidati dal guerriero Corineo. Fu quest'ultimo a far scoppiare in Gallia una guerra con Goffario Pitto, re di Aquitania, perché aveva cacciato nella foresta reale senza permesso. Il nipote di Bruto, Turono, morì in battaglia e sul luogo della sua sepoltura fu fondata la città di Tours. Sebbene avessero vinto molte battaglie, i troiani erano consapevoli che i galli erano superiori in numero e allora si recarono nell'isola chiamata Albione e che Bruto, dal suo stesso nome, chiamò Britannia, di cui divenne il primo sovrano. Corineo divenne invece re della Cornovaglia, che fu chiamata così in suo onore dopo la sua morte.
Attaccati dai giganti, i troiani li uccisero. Sulle rive del fiume Tamigi, Bruto fondò la città di Troia Nova, nome che sarebbe poi divenuto Trinovantum, la futura città di Londra.
Prima della sua morte, Bruto promulgò un codice di leggi per il suo popolo. Dalla moglie Ignoge ebbe tre figli - Locrino, Kamber e Albanatto - i quali, alla morte del padre, si spartirono l'isola, prendendo rispettivamente l'Inghilterra, il Galles e la Scozia.

Stendardo di Re Bruto di Troia in base agli araldisti inglesi di età Tudor

## Bruto nell'età moderna

Stemma attribuito a Bruto dagli araldisti inglesi di età Tudor

Bruto divenne parte delle leggende arturiane, dette anche Materia di Britannia, racconti pseudo-storici degli eventi della Britannia che furono considerati reali fino al XVIII secolo, quando si cominciarono a trovare validi materiali storici e iscrizioni. La sua figura è stata comunque analizzata da generazioni di studiosi, che gradualmente - e inevitabilmente - ne hanno minato la credibilità storica, anche se ancor oggi, nell'Inghilterra contemporanea, Bruto di Troia viene citato di quando in quando in feste e rievocazioni.

## Alberi genealogici

### Ascendenza di Bruto e dinastia dei Re Latini
Questa l'ascendenza di Bruto e la dinastia dei Re Latini, secondo Strabone, Tito Livio e Dionigi di Alicarnasso.
|  |  |        |        |        |        | Anchise         | Anchise         | Anchise         | Anchise         | Anchise         | Anchise         |          |          | Afrodite/Venere | Afrodite/Venere | Afrodite/Venere | Afrodite/Venere | Afrodite/Venere | Afrodite/Venere |               |               | Latino     | Latino     | Latino     | Latino     | Latino     | Latino     |        |        |      |      |
|  |  |        |        |        |        | Anchise         | Anchise         | Anchise         | Anchise         | Anchise         | Anchise         |          |          | Afrodite/Venere | Afrodite/Venere | Afrodite/Venere | Afrodite/Venere | Afrodite/Venere | Afrodite/Venere |               |               | Latino     | Latino     | Latino     | Latino     | Latino     | Latino     |        |        |      |      |
|  |  |        |        |        |        |                 |                 |                 |                 |                 |                 |          |          |                 |                 |                 |                 |                 |                 |               |               |            |            |            |            |            |            |        |        |      |      |
|  |  | Creusa | Creusa | Creusa | Creusa | Creusa          | Creusa          |                 |                 | Enea            | Enea            | Enea     | Enea     | Enea            | Enea            |                 |                 |                 |                 |               |               | Lavinia    | Lavinia    | Lavinia    | Lavinia    | Lavinia    | Lavinia    |        |        |      |      |
|  |  | Creusa | Creusa | Creusa | Creusa | Creusa          | Creusa          |                 |                 | Enea            | Enea            | Enea     | Enea     | Enea            | Enea            |                 |                 |                 |                 |               |               | Lavinia    | Lavinia    | Lavinia    | Lavinia    | Lavinia    | Lavinia    |        |        |      |      |
|  |  |        |        |        |        |                 |                 |                 |                 |                 |                 |          |          |                 |                 |                 |                 |                 |                 |               |               |            |            |            |            |            |            |        |        |      |      |
|  |  |        |        |        |        | Ascanio, o Iulo | Ascanio, o Iulo | Ascanio, o Iulo | Ascanio, o Iulo | Ascanio, o Iulo | Ascanio, o Iulo |          |          |                 |                 | Silvio          | Silvio          | Silvio          | Silvio          | Silvio        | Silvio        |            |            |            |            |            |            |        |        |      |      |
|  |  |        |        |        |        | Ascanio, o Iulo | Ascanio, o Iulo | Ascanio, o Iulo | Ascanio, o Iulo | Ascanio, o Iulo | Ascanio, o Iulo |          |          |                 |                 | Silvio          | Silvio          | Silvio          | Silvio          | Silvio        | Silvio        |            |            |            |            |            |            |        |        |      |      |
|  |  |        |        |        |        | Silvio          | Silvio          | Silvio          | Silvio          | Silvio          | Silvio          |          |          |                 |                 | Enea Silvio     | Enea Silvio     | Enea Silvio     | Enea Silvio     | Enea Silvio   | Enea Silvio   |            |            |            |            |            |            |        |        |      |      |
|  |  |        |        |        |        | Silvio          | Silvio          | Silvio          | Silvio          | Silvio          | Silvio          |          |          |                 |                 | Enea Silvio     | Enea Silvio     | Enea Silvio     | Enea Silvio     | Enea Silvio   | Enea Silvio   |            |            |            |            |            |            |        |        |      |      |
|  |  |        |        |        |        | Bruto di Troia  | Bruto di Troia  | Bruto di Troia  | Bruto di Troia  | Bruto di Troia  | Bruto di Troia  |          |          |                 |                 | Latino Silvio   | Latino Silvio   | Latino Silvio   | Latino Silvio   | Latino Silvio | Latino Silvio |            |            |            |            |            |            |        |        |      |      |
|  |  |        |        |        |        | Bruto di Troia  | Bruto di Troia  | Bruto di Troia  | Bruto di Troia  | Bruto di Troia  | Bruto di Troia  |          |          |                 |                 | Latino Silvio   | Latino Silvio   | Latino Silvio   | Latino Silvio   | Latino Silvio | Latino Silvio |            |            |            |            |            |            |        |        |      |      |
|  |  |        |        |        |        |                 |                 |                 |                 |                 |                 |          |          |                 |                 | Alba            |                 |                 |                 |               |               |            |            |            |            |            |            |        |        |      |      |
|  |  |        |        |        |        |                 |                 |                 |                 |                 |                 |          |          |                 |                 |                 |                 |                 |                 |               |               |            |            |            |            |            |            |        |        |      |      |
|  |  |        |        |        |        |                 |                 |                 |                 |                 |                 |          |          |                 |                 | Atys            |                 |                 |                 |               |               |            |            |            |            |            |            |        |        |      |      |
|  |  |        |        |        |        |                 |                 |                 |                 |                 |                 |          |          |                 |                 |                 |                 |                 |                 |               |               |            |            |            |            |            |            |        |        |      |      |
|  |  |        |        |        |        |                 |                 |                 |                 |                 |                 |          |          |                 |                 | Capys           |                 |                 |                 |               |               |            |            |            |            |            |            |        |        |      |      |
|  |  |        |        |        |        |                 |                 |                 |                 |                 |                 |          |          |                 |                 |                 |                 |                 |                 |               |               |            |            |            |            |            |            |        |        |      |      |
|  |  |        |        |        |        |                 |                 |                 |                 |                 |                 |          |          |                 |                 | Capeto          |                 |                 |                 |               |               |            |            |            |            |            |            |        |        |      |      |
|  |  |        |        |        |        |                 |                 |                 |                 |                 |                 |          |          |                 |                 |                 |                 |                 |                 |               |               |            |            |            |            |            |            |        |        |      |      |
|  |  |        |        |        |        |                 |                 |                 |                 |                 |                 |          |          |                 |                 | Tiberino Silvio |                 |                 |                 |               |               |            |            |            |            |            |            |        |        |      |      |
|  |  |        |        |        |        |                 |                 |                 |                 |                 |                 |          |          |                 |                 |                 |                 |                 |                 |               |               |            |            |            |            |            |            |        |        |      |      |
|  |  |        |        |        |        |                 |                 |                 |                 |                 |                 |          |          |                 |                 | Agrippa         |                 |                 |                 |               |               |            |            |            |            |            |            |        |        |      |      |
|  |  |        |        |        |        |                 |                 |                 |                 |                 |                 |          |          |                 |                 |                 |                 |                 |                 |               |               |            |            |            |            |            |            |        |        |      |      |
|  |  |        |        |        |        |                 |                 |                 |                 |                 |                 |          |          |                 |                 | Romolo Silvio   |                 |                 |                 |               |               |            |            |            |            |            |            |        |        |      |      |
|  |  |        |        |        |        |                 |                 |                 |                 |                 |                 |          |          |                 |                 |                 |                 |                 |                 |               |               |            |            |            |            |            |            |        |        |      |      |
|  |  |        |        |        |        |                 |                 |                 |                 |                 |                 |          |          |                 |                 | Aventino        |                 |                 |                 |               |               |            |            |            |            |            |            |        |        |      |      |
|  |  |        |        |        |        |                 |                 |                 |                 |                 |                 |          |          |                 |                 |                 |                 |                 |                 |               |               |            |            |            |            |            |            |        |        |      |      |
|  |  |        |        |        |        |                 |                 |                 |                 |                 |                 |          |          |                 |                 | Proca           |                 |                 |                 |               |               |            |            |            |            |            |            |        |        |      |      |
|  |  |        |        |        |        |                 |                 |                 |                 |                 |                 |          |          |                 |                 |                 |                 |                 |                 |               |               |            |            |            |            |            |            |        |        |      |      |
|  |  |        |        |        |        |                 |                 |                 |                 |                 |                 |          |          |                 |                 |                 |                 |                 |                 |               |               |            |            |            |            |            |            |        |        |      |      |
|  |  |        |        |        |        |                 |                 |                 |                 |                 |                 |          |          |                 |                 | Numitore        | Numitore        | Numitore        | Numitore        | Numitore      | Numitore      |            |            | Amulio     | Amulio     | Amulio     | Amulio     | Amulio | Amulio |      |      |
|  |  |        |        |        |        |                 |                 |                 |                 |                 |                 |          |          |                 |                 | Numitore        | Numitore        | Numitore        | Numitore        | Numitore      | Numitore      |            |            | Amulio     | Amulio     | Amulio     | Amulio     | Amulio | Amulio |      |      |
|  |  |        |        |        |        |                 |                 |                 |                 |                 |                 |          |          | Rea Silvia      | Rea Silvia      | Rea Silvia      | Rea Silvia      | Rea Silvia      | Rea Silvia      |               |               | Ares/Marte | Ares/Marte | Ares/Marte | Ares/Marte | Ares/Marte | Ares/Marte |        |        |      |      |
|  |  |        |        |        |        |                 |                 |                 |                 |                 |                 |          |          | Rea Silvia      | Rea Silvia      | Rea Silvia      | Rea Silvia      | Rea Silvia      | Rea Silvia      |               |               | Ares/Marte | Ares/Marte | Ares/Marte | Ares/Marte | Ares/Marte | Ares/Marte |        |        |      |      |
|  |  |        |        |        |        |                 |                 |                 |                 |                 |                 |          |          |                 |                 |                 |                 |                 |                 |               |               |            |            |            |            |            |            |        |        |      |      |
|  |  |        |        |        |        |                 |                 |                 |                 |                 |                 |          |          |                 |                 |                 |                 |                 |                 |               |               |            |            |            |            |            |            |        |        |      |      |
|  |  |        |        |        |        |                 |                 |                 |                 | Hersilia        | Hersilia        | Hersilia | Hersilia | Hersilia        | Hersilia        |                 |                 | Romolo          | Romolo          | Romolo        | Romolo        | Romolo     | Romolo     |            |            | Remo       | Remo       | Remo   | Remo   | Remo | Remo |
|  |  |        |        |        |        |                 |                 |                 |                 | Hersilia        | Hersilia        | Hersilia | Hersilia | Hersilia        | Hersilia        |                 |                 | Romolo          | Romolo          | Romolo        | Romolo        | Romolo     | Romolo     |            |            | Remo       | Remo       | Remo   | Remo   | Remo | Remo |
|  |  |        |        |        |        |                 |                 |                 |                 |                 |                 |          |          |                 |                 |                 |                 |                 |                 |               |               |            |            |            |            |            |            |        |        |      |      |
|  |  |        |        |        |        |                 |                 |                 |                 |                 |                 |          |          | re di Roma      |                 |                 |                 |                 |                 |               |               |            |            |            |            |            |            |        |        |      |      |

### Discendenza di Bruto
Questa la discendenza di Bruto secondo Goffredo di Monmouth.
| Corineo   | Corineo   | Corineo   | Corineo   | Corineo          | Corineo   |           |           |           |           |           |           |           |           |          |          | Bruto       | Bruto       | Bruto       | Bruto       | Bruto       | Bruto       |           |           |           |           |           |           |           |           |  |  |  |  |  |  |  |  |  |  |  |  |
| Corineo   | Corineo   | Corineo   | Corineo   | Corineo          | Corineo   |           |           |           |           |           |           |           |           |          |          | Bruto       | Bruto       | Bruto       | Bruto       | Bruto       | Bruto       |           |           |           |           |           |           |           |           |  |  |  |  |  |  |  |  |  |  |  |  |
|           |           |           |           |                  |           |           |           |           |           |           |           |           |           |          |          |             |             |             |             |             |             |           |           |           |           |           |           |           |           |  |  |  |  |  |  |  |  |  |  |  |  |
| Gwendolen | Gwendolen | Gwendolen | Gwendolen | Gwendolen        | Gwendolen |           |           | Locrino   | Locrino   | Locrino   | Locrino   | Locrino   | Locrino   |          |          | Kamber      | Kamber      | Kamber      | Kamber      | Kamber      | Kamber      |           |           | Albanatto | Albanatto | Albanatto | Albanatto | Albanatto | Albanatto |  |  |  |  |  |  |  |  |  |  |  |  |
| Gwendolen | Gwendolen | Gwendolen | Gwendolen | Gwendolen        | Gwendolen |           |           | Locrino   | Locrino   | Locrino   | Locrino   | Locrino   | Locrino   |          |          | Kamber      | Kamber      | Kamber      | Kamber      | Kamber      | Kamber      |           |           | Albanatto | Albanatto | Albanatto | Albanatto | Albanatto | Albanatto |  |  |  |  |  |  |  |  |  |  |  |  |
|           |           |           |           |                  |           |           |           |           |           |           |           |           |           |          |          |             |             |             |             |             |             |           |           |           |           |           |           |           |           |  |  |  |  |  |  |  |  |  |  |  |  |
|           |           |           |           | Maddan           |           |           |           |           |           |           |           |           |           |          |          |             |             |             |             |             |             |           |           |           |           |           |           |           |           |  |  |  |  |  |  |  |  |  |  |  |  |
|           |           |           |           |                  |           |           |           |           |           |           |           |           |           |          |          |             |             |             |             |             |             |           |           |           |           |           |           |           |           |  |  |  |  |  |  |  |  |  |  |  |  |
|           |           |           |           |                  |           |           |           |           |           |           |           |           |           |          |          |             |             |             |             |             |             |           |           |           |           |           |           |           |           |  |  |  |  |  |  |  |  |  |  |  |  |
|           |           |           |           | Mempricio        | Mempricio | Mempricio | Mempricio | Mempricio | Mempricio |           |           | Malin     | Malin     | Malin    | Malin    | Malin       | Malin       |             |             |             |             |           |           |           |           |           |           |           |           |  |  |  |  |  |  |  |  |  |  |  |  |
|           |           |           |           | Mempricio        | Mempricio | Mempricio | Mempricio | Mempricio | Mempricio |           |           | Malin     | Malin     | Malin    | Malin    | Malin       | Malin       |             |             |             |             |           |           |           |           |           |           |           |           |  |  |  |  |  |  |  |  |  |  |  |  |
|           |           |           |           | Ebrauco          |           |           |           |           |           |           |           |           |           |          |          |             |             |             |             |             |             |           |           |           |           |           |           |           |           |  |  |  |  |  |  |  |  |  |  |  |  |
|           |           |           |           |                  |           |           |           |           |           |           |           |           |           |          |          |             |             |             |             |             |             |           |           |           |           |           |           |           |           |  |  |  |  |  |  |  |  |  |  |  |  |
|           |           |           |           |                  |           |           |           |           |           |           |           |           |           |          |          |             |             |             |             |             |             |           |           |           |           |           |           |           |           |  |  |  |  |  |  |  |  |  |  |  |  |
|           |           |           |           | Bruto II         | Bruto II  | Bruto II  | Bruto II  | Bruto II  | Bruto II  |           |           | 19 figli  | 19 figli  | 19 figli | 19 figli | 19 figli    | 19 figli    |             |             | 30 figlie   | 30 figlie   | 30 figlie | 30 figlie | 30 figlie | 30 figlie |           |           |           |           |  |  |  |  |  |  |  |  |  |  |  |  |
|           |           |           |           | Bruto II         | Bruto II  | Bruto II  | Bruto II  | Bruto II  | Bruto II  |           |           | 19 figli  | 19 figli  | 19 figli | 19 figli | 19 figli    | 19 figli    |             |             | 30 figlie   | 30 figlie   | 30 figlie | 30 figlie | 30 figlie | 30 figlie |           |           |           |           |  |  |  |  |  |  |  |  |  |  |  |  |
|           |           |           |           | Leil             |           |           |           |           |           |           |           |           |           |          |          |             |             |             |             |             |             |           |           |           |           |           |           |           |           |  |  |  |  |  |  |  |  |  |  |  |  |
|           |           |           |           |                  |           |           |           |           |           |           |           |           |           |          |          |             |             |             |             |             |             |           |           |           |           |           |           |           |           |  |  |  |  |  |  |  |  |  |  |  |  |
|           |           |           |           | Rud Hud Hudibras |           |           |           |           |           |           |           |           |           |          |          |             |             |             |             |             |             |           |           |           |           |           |           |           |           |  |  |  |  |  |  |  |  |  |  |  |  |
|           |           |           |           |                  |           |           |           |           |           |           |           |           |           |          |          |             |             |             |             |             |             |           |           |           |           |           |           |           |           |  |  |  |  |  |  |  |  |  |  |  |  |
|           |           |           |           | Bladud           |           |           |           |           |           |           |           |           |           |          |          |             |             |             |             |             |             |           |           |           |           |           |           |           |           |  |  |  |  |  |  |  |  |  |  |  |  |
|           |           |           |           |                  |           |           |           |           |           |           |           |           |           |          |          |             |             |             |             |             |             |           |           |           |           |           |           |           |           |  |  |  |  |  |  |  |  |  |  |  |  |
|           |           |           |           | Leir             |           |           |           |           |           |           |           |           |           |          |          |             |             |             |             |             |             |           |           |           |           |           |           |           |           |  |  |  |  |  |  |  |  |  |  |  |  |
|           |           |           |           |                  |           |           |           |           |           |           |           |           |           |          |          |             |             |             |             |             |             |           |           |           |           |           |           |           |           |  |  |  |  |  |  |  |  |  |  |  |  |
|           |           |           |           |                  |           |           |           |           |           |           |           |           |           |          |          |             |             |             |             |             |             |           |           |           |           |           |           |           |           |  |  |  |  |  |  |  |  |  |  |  |  |
| Goneril   | Goneril   | Goneril   | Goneril   | Goneril          | Goneril   |           |           | Regan     | Regan     | Regan     | Regan     | Regan     | Regan     |          |          | Cordeilla   | Cordeilla   | Cordeilla   | Cordeilla   | Cordeilla   | Cordeilla   |           |           |           |           |           |           |           |           |  |  |  |  |  |  |  |  |  |  |  |  |
| Goneril   | Goneril   | Goneril   | Goneril   | Goneril          | Goneril   |           |           | Regan     | Regan     | Regan     | Regan     | Regan     | Regan     |          |          | Cordeilla   | Cordeilla   | Cordeilla   | Cordeilla   | Cordeilla   | Cordeilla   |           |           |           |           |           |           |           |           |  |  |  |  |  |  |  |  |  |  |  |  |
| Margano   | Margano   | Margano   | Margano   | Margano          | Margano   |           |           | Cunedagio | Cunedagio | Cunedagio | Cunedagio | Cunedagio | Cunedagio |          |          |             |             |             |             |             |             |           |           |           |           |           |           |           |           |  |  |  |  |  |  |  |  |  |  |  |  |
| Margano   | Margano   | Margano   | Margano   | Margano          | Margano   |           |           | Cunedagio | Cunedagio | Cunedagio | Cunedagio | Cunedagio | Cunedagio |          |          |             |             |             |             |             |             |           |           |           |           |           |           |           |           |  |  |  |  |  |  |  |  |  |  |  |  |
|           |           |           |           |                  |           |           |           | Rivallo   |           |           |           |           |           |          |          |             |             |             |             |             |             |           |           |           |           |           |           |           |           |  |  |  |  |  |  |  |  |  |  |  |  |
|           |           |           |           |                  |           |           |           |           |           |           |           |           |           |          |          |             |             |             |             |             |             |           |           |           |           |           |           |           |           |  |  |  |  |  |  |  |  |  |  |  |  |
|           |           |           |           |                  |           |           |           |           |           |           |           |           |           |          |          |             |             |             |             |             |             |           |           |           |           |           |           |           |           |  |  |  |  |  |  |  |  |  |  |  |  |
|           |           |           |           |                  |           |           |           | Gurgustio | Gurgustio | Gurgustio | Gurgustio | Gurgustio | Gurgustio |          |          | sconosciuto | sconosciuto | sconosciuto | sconosciuto | sconosciuto | sconosciuto |           |           |           |           |           |           |           |           |  |  |  |  |  |  |  |  |  |  |  |  |
|           |           |           |           |                  |           |           |           | Gurgustio | Gurgustio | Gurgustio | Gurgustio | Gurgustio | Gurgustio |          |          | sconosciuto | sconosciuto | sconosciuto | sconosciuto | sconosciuto | sconosciuto |           |           |           |           |           |           |           |           |  |  |  |  |  |  |  |  |  |  |  |  |
|           |           |           |           |                  |           |           |           | Sisillio  | Sisillio  | Sisillio  | Sisillio  | Sisillio  | Sisillio  |          |          | Jago        | Jago        | Jago        | Jago        | Jago        | Jago        |           |           |           |           |           |           |           |           |  |  |  |  |  |  |  |  |  |  |  |  |
|           |           |           |           |                  |           |           |           | Sisillio  | Sisillio  | Sisillio  | Sisillio  | Sisillio  | Sisillio  |          |          | Jago        | Jago        | Jago        | Jago        | Jago        | Jago        |           |           |           |           |           |           |           |           |  |  |  |  |  |  |  |  |  |  |  |  |
|           |           |           |           |                  |           |           |           | Kimarco   |           |           |           |           |           |          |          |             |             |             |             |             |             |           |           |           |           |           |           |           |           |  |  |  |  |  |  |  |  |  |  |  |  |
|           |           |           |           |                  |           |           |           |           |           |           |           |           |           |          |          |             |             |             |             |             |             |           |           |           |           |           |           |           |           |  |  |  |  |  |  |  |  |  |  |  |  |
|           |           |           |           |                  |           |           |           | Gorboduc  | Gorboduc  | Gorboduc  | Gorboduc  | Gorboduc  | Gorboduc  |          |          | Judon       | Judon       | Judon       | Judon       | Judon       | Judon       |           |           |           |           |           |           |           |           |  |  |  |  |  |  |  |  |  |  |  |  |
|           |           |           |           |                  |           |           |           | Gorboduc  | Gorboduc  | Gorboduc  | Gorboduc  | Gorboduc  | Gorboduc  |          |          | Judon       | Judon       | Judon       | Judon       | Judon       | Judon       |           |           |           |           |           |           |           |           |  |  |  |  |  |  |  |  |  |  |  |  |
|           |           |           |           |                  |           |           |           |           |           |           |           |           |           |          |          |             |             |             |             |             |             |           |           |           |           |           |           |           |           |  |  |  |  |  |  |  |  |  |  |  |  |
|           |           |           |           |                  |           |           |           |           |           |           |           |           |           |          |          |             |             |             |             |             |             |           |           |           |           |           |           |           |           |  |  |  |  |  |  |  |  |  |  |  |  |
|           |           |           |           |                  |           |           |           | Ferrex    | Ferrex    | Ferrex    | Ferrex    | Ferrex    | Ferrex    |          |          | Porrex      | Porrex      | Porrex      | Porrex      | Porrex      | Porrex      |           |           |           |           |           |           |           |           |  |  |  |  |  |  |  |  |  |  |  |  |

Alla morte di Ferrex e Porrex, il trono di Britannia passò alla dinastia dei Duchi di Cornovaglia, inaugurata da Dunvallo Molmuzio.